# Анхеліньйо
Хосе́ А́нхель Есморіс Тасе́нде (ісп. José Ángel Esmorís Tasende), більш відомий як Анхеліньйо (ісп. Angeliño; нар. 4 січня 1997, Корістанко) — іспанський галісійський футболіст, лівий захисник німецького клубу «РБ Лейпциг». На умовах оренди виступає за «Рому».

## Клубна кар'єра
Народився 4 січня 1997 року в місті Корістанко. Розпочав займатись футболом у клубі «Луїс Кальво Санс», а 2007 року перейшов ві академію головної команди рідного регіону «Депортіво», де провів 6 років.
8 липня 2012 року Анхеліньйо підписав чотирирічний контракт з англійським «Манчестер Сіті», який набрав чинності в січні наступного року. Два сезони захисник виступав за молодіжну команду «городян». Влітку 2015 року іспанець був орендований командою «Нью-Йорк Сіті». Дебют гравця на дорослому рівні в МЛС відбувся 12 липня 2015 року в матчі проти «Торонто». Загалом зі клуб молодий півзахисник провів 14 ігор.
Повернувшись до Англії Анхеліньйо 30 січня 2016 року дебютував за першу команду «Манчестер Сіті» у виїзній грі проти «Астон Вілли» (4:0), вийшовши на 81-й хвилині замість Гаеля Кліші в Кубку Англії. А вже у наступному сезоні 2016–17 іспанець дебютував у Лізі чемпіонів, вийшовши на заміну 24 серпня в грі проти «Стяуа» (1:0), а 21 вересня зіграв і в матчі на кубок ліги проти над «Свонсі Сіті» (2:1). Ці три матчі так і залишились єдиними для Анхеліньйо за манчестерців, після яких з початку 2017 року захисник був відданий в оренду на батьківщину в «Жирону», але так і не зігравши жодної гри ще до закриття трансферного вікна 31 січня було оголошено, що Анхеліньйо залишок сезону проведе в оренді в іншому клубі іспанської Сегунди «Мальорка». Там гравець до кінця сезону зіграв 14 ігор, а наступний сезон повністю провів на правах оренди в нідерландському клубі «НАК Бреда». Більшість часу, проведеного у складі «НАК Бреда», був основним гравцем команди.
У червні 2018 року за 5 млн євро перейшов у нідерландський ПСВ, підписавши з клубом п'ятирічний контракт. Дебютував за нову команду в програному в серії пенальті матчі за Суперкубок Нідерландів, після чого за сезон зіграв у всіх 34 матчах чемпіонату та 8 іграх Ліги чемпіонів.
Ці показники спонукали «Манчестер Сіті» застосувати опцію про повернення гравця за 12 млн євро і 3 липня 2019 року Анхеліньйо знову став гравцем «Манчестер Сіті». Анхеліньйо дебютував у Прем'єр-лізі 21 вересня 2019 року, замінивши Бенджамена Менді в матчі проти «Вотфорда» (8:0) на «Етіхаді».
Однак 31 січня 2020 року Анхеліньйо на правах оренди з можливістю викупу перейшов в німецький «РБ Лейпциг». Згодом уклав з клубом повноцінний контракт і провів у його складі загалом два з половиною сезони, взявши участь у 97 іграх усіх турнірів.
Влітку 2022 року орендований клубом «Гоффенгайм 1899».
У липні 2023 року вирушив в оренду до кінця сезону до турецького «Галатасараю».

## Виступи за збірні
У листопаді 2013 року зіграв один матч у складі юнацької збірної Іспанії (U-17) проти Німеччини.
2018 року залучався до складу молодіжної збірної Іспанії. На молодіжному рівні зіграв у 2 офіційних матчах.
20 травня 2016 року у складі збірної Галісії зіграв у товариському матчі на стадіоні «Ріасор» проти національної збірної Венесуели (1:1).

## Статистика виступів

### Статистика клубних виступів
Станом на 8 липня 2022
| Сезон                      | Команда                    | Чемпіонат                  | Чемпіонат | Чемпіонат | Національний кубок | Національний кубок | Національний кубок | Континентальні кубки | Континентальні кубки | Континентальні кубки | Інші змагання | Інші змагання | Інші змагання | Усього | Усього |
| Сезон                      | Команда                    | Ліга                       | Ігор      | Голів     | Ліга               | Ігор               | Голів              | Ліга                 | Ігор                 | Голів                | Ліга          | Ігор          | Голів         | Ігор   | Голів  |
| -------------------------- | -------------------------- | -------------------------- | --------- | --------- | ------------------ | ------------------ | ------------------ | -------------------- | -------------------- | -------------------- | ------------- | ------------- | ------------- | ------ | ------ |
| 2014–15                    | «Манчестер Сіті»           | ПЛ                         | 0         | 0         | КА+КЛ              | 0+0                | 0                  | ЛЧ                   | 0                    | 0                    | СА            | 0             | 0             | 0      | 0      |
| 2015                       | «Нью-Йорк Сіті»            | MLS                        | 14        | 0         | КСША               | 0                  | 0                  | -                    | -                    | -                    | -             | -             | -             | 14     | 0      |
| 2015–16                    | «Манчестер Сіті»           | ПЛ                         | 0         | 0         | КА+КЛ              | 1+0                | 0                  | ЛЧ                   | 0                    | 0                    | -             | -             | -             | 1      | 0      |
| 2016–17                    | «Манчестер Сіті»           | ПЛ                         | 0         | 0         | КА+КЛ              | 0+1                | 0                  | ЛЧ                   | 1                    | 0                    | -             | -             | -             | 2      | 0      |
| 2016–17                    | «Мальорка»                 | СД (ІІ)                    | 17        | 0         | КІ                 | 0                  | 0                  | -                    | -                    | -                    | -             | -             | -             | 17     | 0      |
| 2017–18                    | «НАК Бреда»                | E                          | 34        | 3         | КН                 | 1                  | 0                  | -                    | -                    | -                    | -             | -             | -             | 35     | 3      |
| 2018–19                    | ПСВ                        | E                          | 34        | 1         | КН                 | 0                  | 0                  | ЛЧ                   | 8                    | 0                    | СН            | 1             | 0             | 43     | 1      |
| 2019-січ. 2020             | «Манчестер Сіті»           | ПЛ                         | 6         | 0         | КА+КЛ              | 2+3                | 0                  | ЛЧ                   | 1                    | 0                    | СА            | 0             | 0             | 12     | 0      |
| Усього за «Манчестер Сіті» | Усього за «Манчестер Сіті» | Усього за «Манчестер Сіті» | 6         | 0         |                    | 7                  | 0                  |                      | 2                    | 0                    |               | -             | -             | 15     | 0      |
| січ.-черв. 2020            | «РБ Лейпциг»               | БЛ                         | 13        | 1         | КН                 | 1                  | 0                  | ЛЧ                   | 4                    | 0                    | -             | -             | -             | 18     | 1      |
| 2020–21                    | «РБ Лейпциг»               | БЛ                         | 26        | 4         | КН                 | 4                  | 1                  | ЛЧ                   | 7                    | 3                    | -             | -             | -             | 37     | 8      |
| 2021–22                    | «РБ Лейпциг»               | БЛ                         | 27        | 2         | КН                 | 5                  | 0                  | ЛЧ+EL                | 5+5                  | 0+1                  | -             | -             | -             | 42     | 3      |
| Усього за «РБ Лейпциг»     | Усього за «РБ Лейпциг»     | Усього за «РБ Лейпциг»     | 66        | 7         |                    | 10                 | 1                  |                      | 21                   | 4                    |               | -             | -             | 97     | 12     |
| Усього за кар'єру          | Усього за кар'єру          | Усього за кар'єру          | 171       | 11        |                    | 18                 | 1                  |                      | 31                   | 4                    |               | 1             | 0             | 221    | 16     |